# Gua sha
Gua sha (kitajsko: 刮痧), tudi kerokan je del tradicionalne kitajske medicine in spada med zdravilske metode. Ime je sestavljeno iz gua (刮, "strgati", "nastrgati") in sha (痧, "akutna bolezen", npr. sončarica ali kolera). Gua sha je ljudska zdravilska terapija in se v vzhodni Aziji in jugovzhodni Aziji pogosto uporablja pod različnimi imeni. Izvajalci metode uporabljajo zaobljeni del porcelanaste žlice, kovanec ali drug predmet, s katerim strgajo kožo ljudi s ciljem povzročiti poškodbe tkiva, saj verjamejo, da ima to zdravilni učinek. Gua sha v angleščini včasih imenujejo tudi »scraping« (strganje), »spooning« (žličkanje) ali »coining« (kovanje). Z opisnim francoskim imenom se metoda imenuje tudi tribo-effleurage.
Zdravljenje z metodo gua sha nima znanstvene podlage, saj njeni učinki ne presegajo učinka placeba.

## Metoda
Gua sha je metoda ljudske medicine. Kljub različnim imenom v različnih jezikih, je pristopom skupno naslednje:
- gre za metodo drgnjenja kože hrbta z gladkim predmetom,
- kot prvi ukrep pri boleznih so zelo razširjeni na območju vzhodne Azije,
- ne zahtevajo kompleksne medicinske diagnoze,
- so enostavni za izvedbo.

Gua sha uporabljajo tudi izvajalci tradicionalne kitajske medicine in je enako pomemben pristop kot npr. vakuumska terapija (ang. »cupping«), pri čemer se gua sha in vakuumska terapija navadno ne uporabljata skupaj. Zato je gua sha domači uvod v tradicionalno kitajsko zdravljenje, ko drgnjenje samo ne zadostuje za okrevanje.
Metoda gua sha je sestavljena iz večkratnega strganja naoljene kože z zaobljenim robom nekega predmeta. Običajno se uporablja kitajska porcelanasta jušna žlica, obrabljen kovanec, zaobljeni živalski rogovi ali žad. Zaobljen rob se stisne na naoljeno kožo in se premika vzdolž mišic ali meridianov v dolžini približno 10 do 15 cm. Ta postopek povzroča povečan pretok krvi (sha) v koži, kar povzroča tudi petehije in ekhimoze. Slednje običajno izginejo po 2 do 4 dneh.
Obarvanje kože po terapiji gua sha se lahko zlahka napačno razume kot znak fizične zlorabe.
Obstaja sorodna tehnika, imenovana ba sha (拔 痧) ali tsien sha (dobesedno »dvig za kolero«), ki naj bi imela podoben učinek kot gua sha. Pri ba sha se koža najprej dvigne in se nato premika med prsti, dokler se ne pojavijo petehije.

## Učinkovitost
Raziskovalec alternativne medicine Edzard Ernst meni, da klinične raziskave metode gua sha »kažejo kako izjemni so lahko placebo učinki, zlasti če je zdravljenje eksotično, impresivno, vključuje fizični dotik, je nekoliko boleče in vzbuja velika pričakovanja«. Spletni portal Science Based Medicine poroča, da je gua sha psevdomedicina brez dobrih dokazov o koristnosti: »To je poškodba zaradi travme«. Kot poroča pregledni članek v znanstveni reviji Journal of American Academy of Dermatology, stranski učinki gua sha segajo od manjših, vključno z dermatitisom, opeklinami in hematurijo, do redkih večjih, vključno s cerebralnim hematomom in hudimi poškodbami, ki zahtevajo presaditve kože.

## Zgodovina
Gua sha je bil s Kitajske prenesen v Vietnam kot cạo gió in je tam zelo priljubljen. Ta izraz se v grobem prevede v »strganje vetra«, saj se v vietnamski kulturi obolelosti za prehladom ali vročino pogosto reče trung gió oz. »ujeti veter«. Izvor tega pojma je Shang Han Lun, kitajsko medicinsko besedilo, ki je nastalo okoli leta 220 in obravnava bolezni, izvirajoče iz prehlada. Kot v večini azijskih držav, so tudi na Vietnam močno vplivale kitajske medicinske prakse, zlasti med 5. in 7. stoletjem. Cạo gió je izjemno pogosto zdravilo, tako v Vietnamu kakor tudi za vietnamske izseljence po svetu.